# Beeren (Adelsgeschlecht)

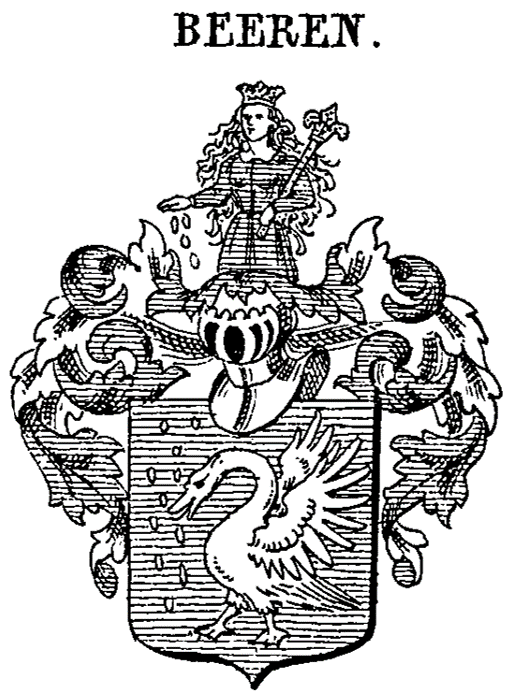
Stammwappen derer von Beeren

Beeren ist der Name eines brandenburgischen Adelsgeschlechts.

## Geschichte
Das Geschlecht derer von Beeren, mit gleichnamigem Stammhaus im Teltow, gehört zum brandenburgischer Uradel. Mit Theodorich von Beeren wurde die Familie 1267 zuerst urkundlich genannt. Die Stammreihe beginnt mit Eckard von Berne (Beeren) 1314, auf Teltow. Die Güter Groß- und Kleinbeeren konnten über mehrere Generationen gehalten werden.
Der Kreisdeputierte des Kreis Teltow, Hans Heinrich Arnold von Beeren († 1812), erhielt als Erbe der Eheleute Karl Ferdinand von Hagen genannt Geist (1711–1759), preußischer Generalmajor und Sophie Dorothea von Beeren, verwitwete von Holtzendorff (1713–1755) am 9. April 1786 das Prädikat „genannt Geist“ einschließlich Wappenvereinigung mit der abgegangenen Familie. Ihn überlebte nur eine Tochter.

## Angehörige
- Karl Friedrich Hermann von Beeren (1749–1817), preußischer Generalmajor
- Louis von Beeren (1811–1899), preußischer Generalleutnant

## Wappen
Das Stammwappen zeigt in Blau einen flugbereiten, rot-bewehrten silbernen Schwan. Auf dem Helm mit blau-silbernen Decken eine wachsende blau gekleidete, gekrönte Jungfrau mit wallendem Haar, in der Rechten ein goldenes Lilienzepter haltend, mit der Linken dem Schwan goldene Körner streuend.
Das vereinigte Wappen (1786) „Geist von Beeren“ ist geteilt; oben (v. Hagen): drei schwarze Haken in Gold; unten (v. Beeren): ein flugbereiter Schwan auf grünem Boden.

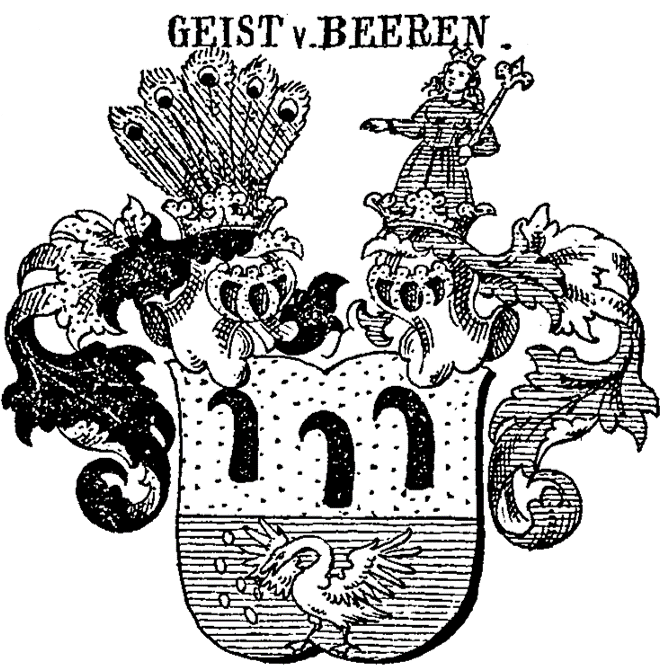
Wappen derer Geist von Beeren